# بخش انانتپور
بخش انانتپور (به انگلیسی: Anantapur district) یک بخش در هند است که در آندرا پرادش واقع شده‌است.

## خصوصیات
شهرستان انانتپور ۱۹٬۱۳۰ کیلومترمربع مساحت و ۴٬۰۸۳٬۳۱۵ نفر جمعیت دارد.

## نگارخانه

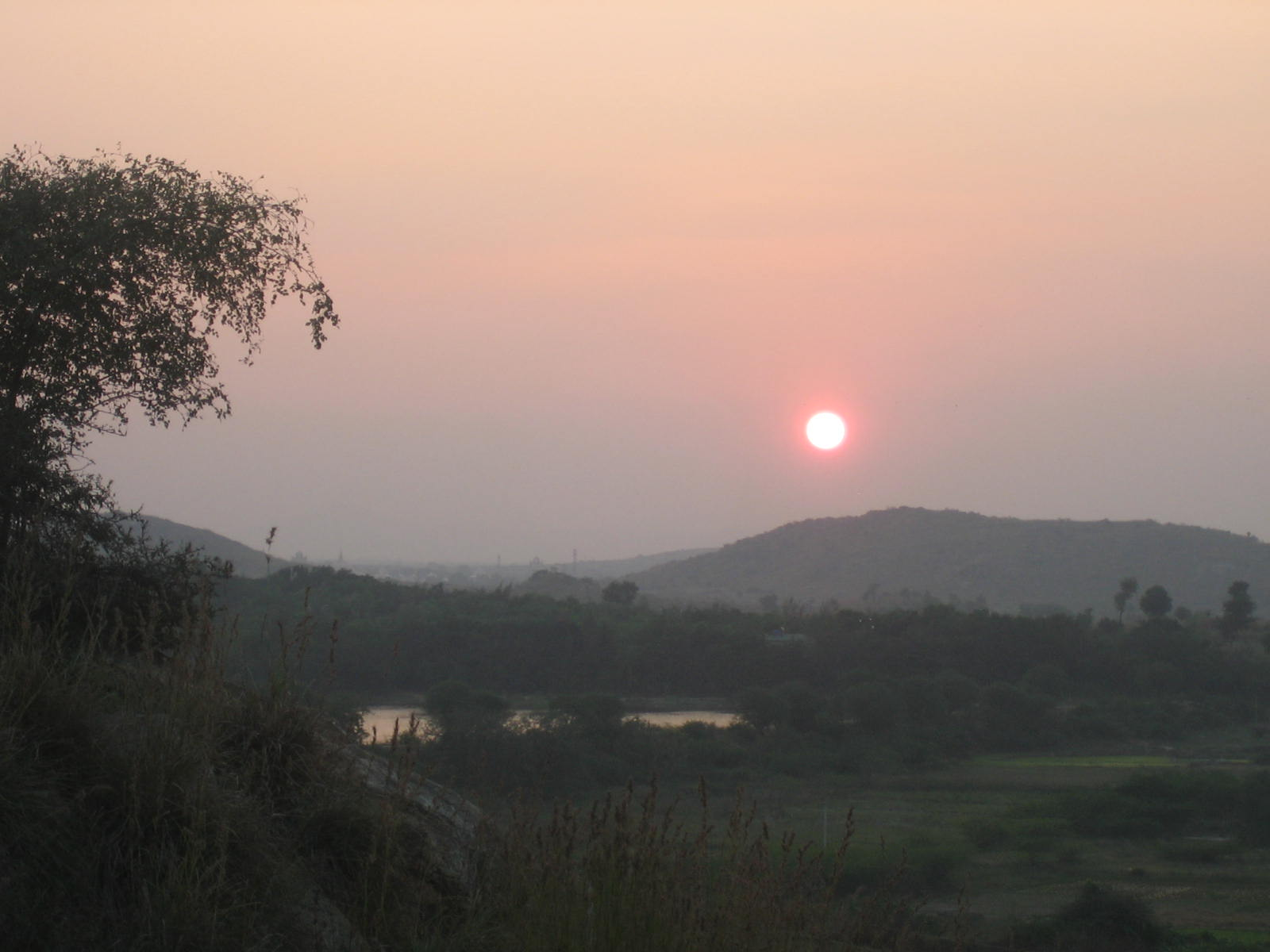
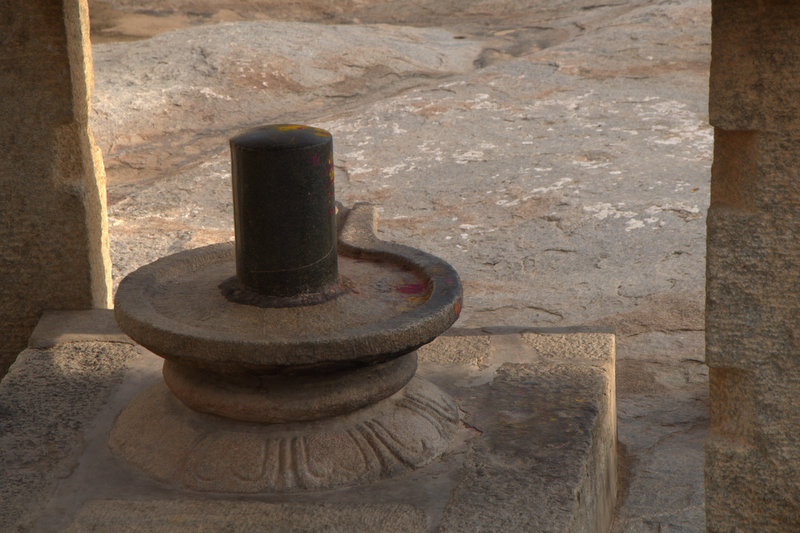
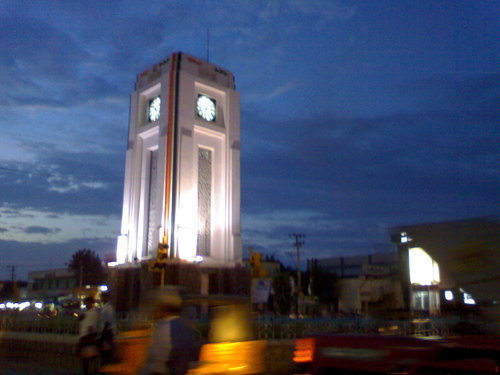
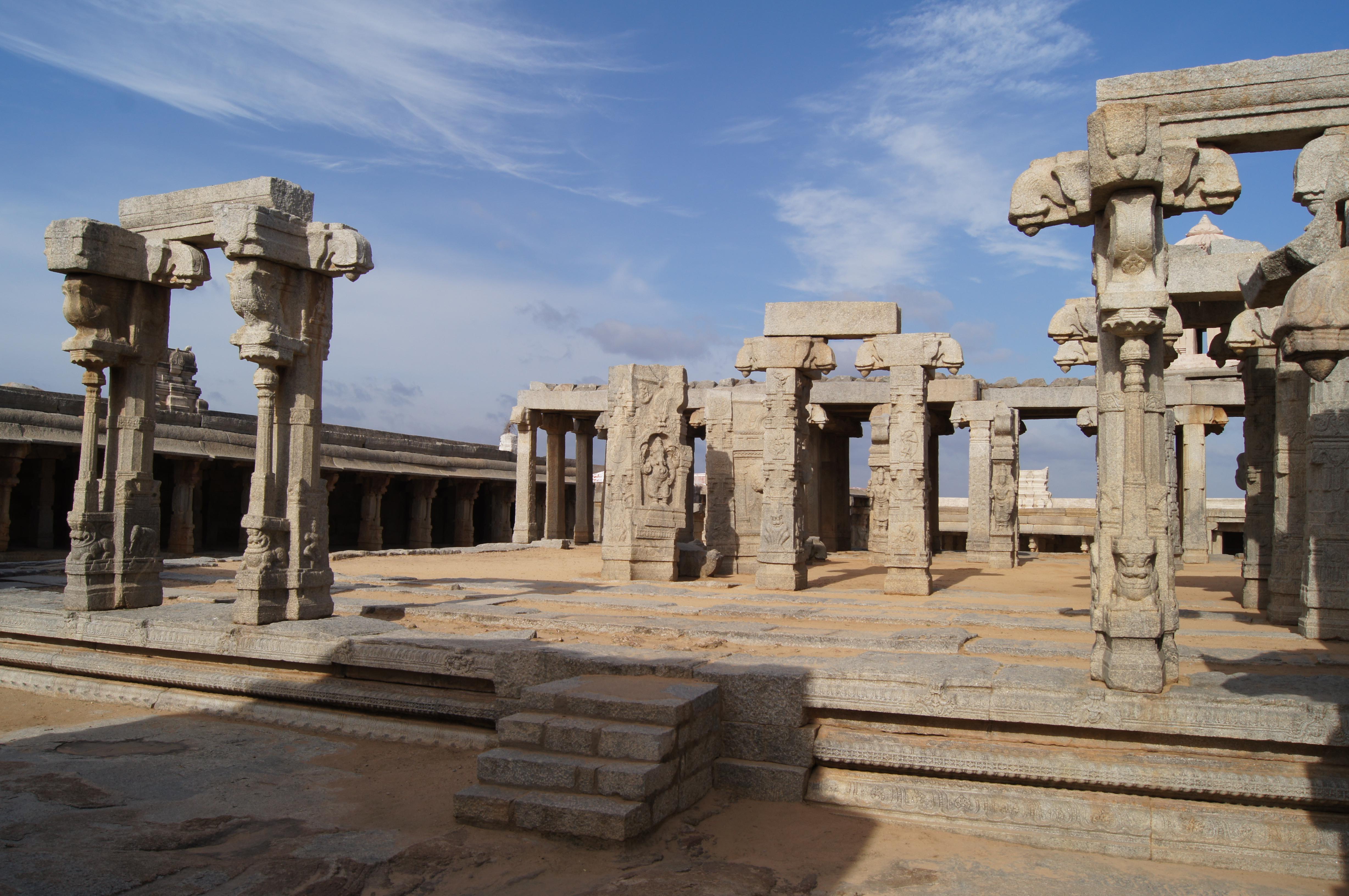
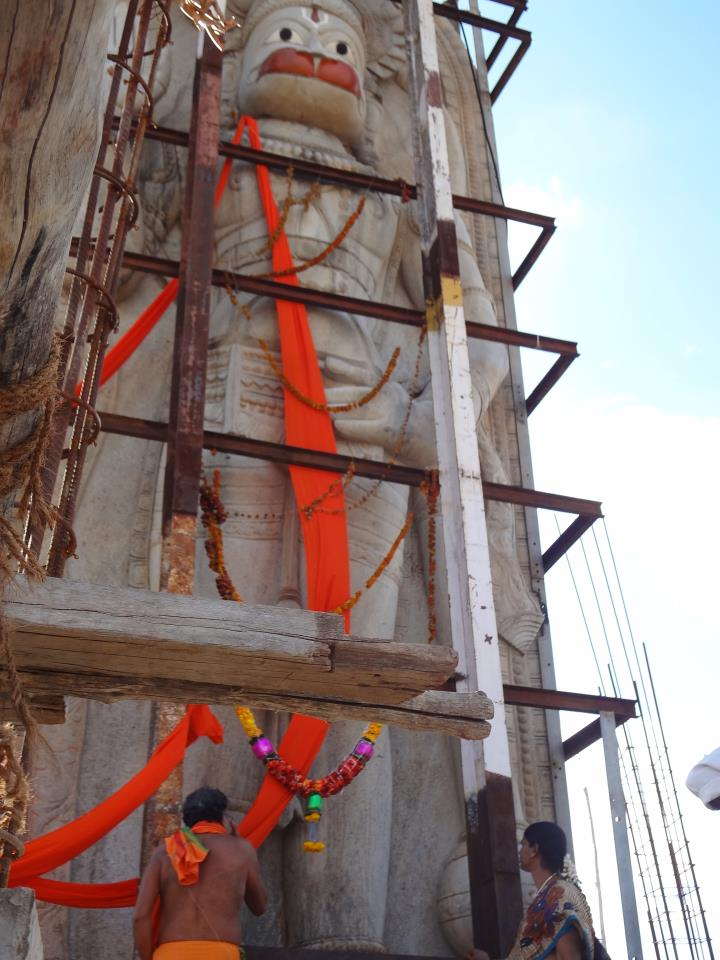
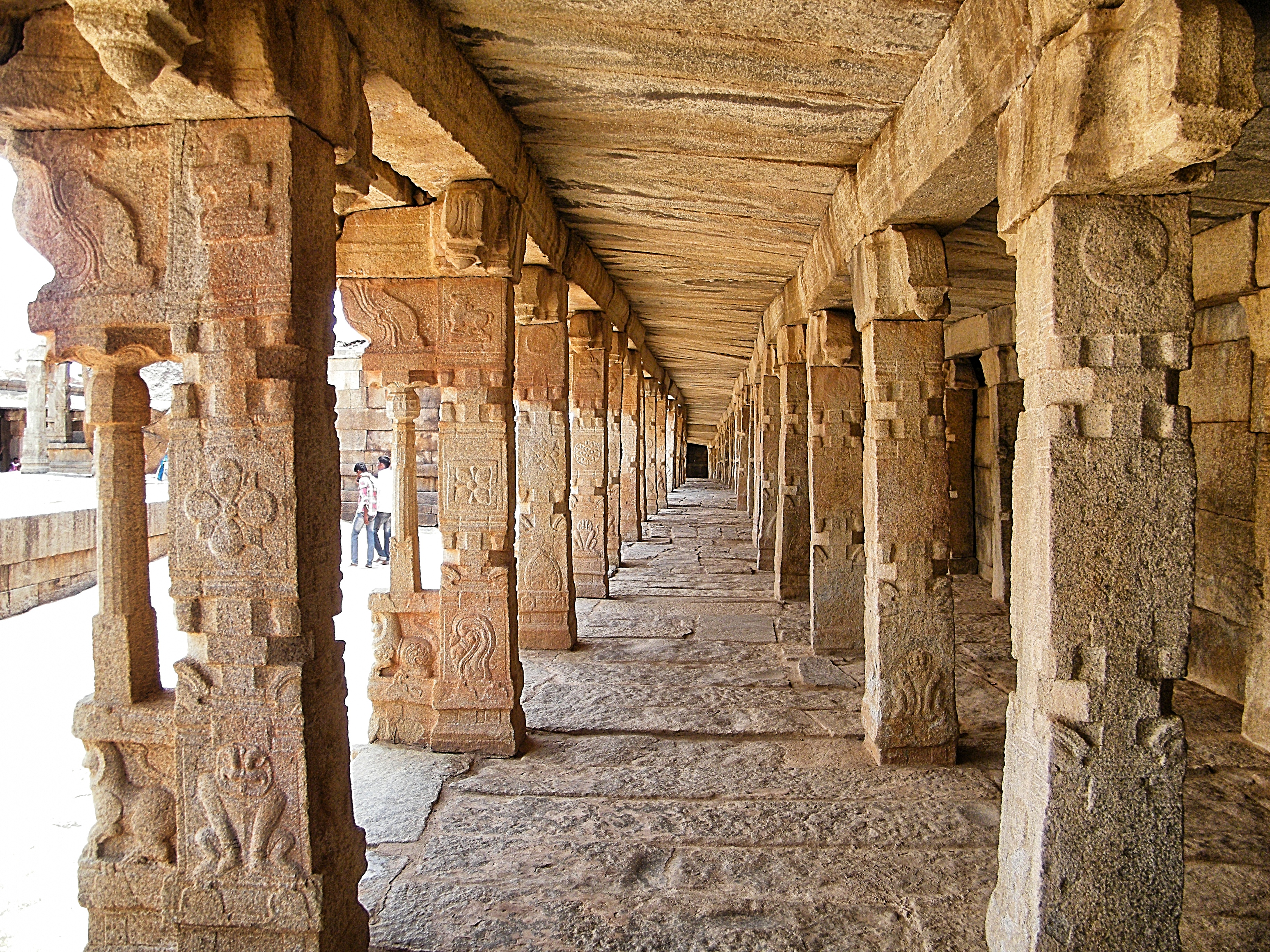
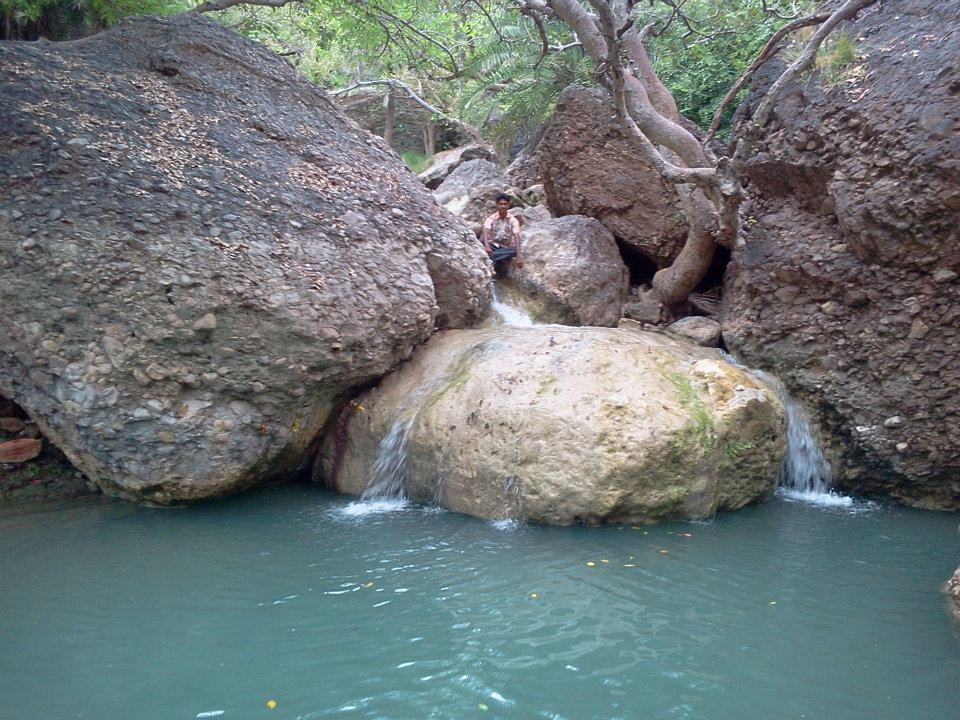